# Mellersta hjärnartären

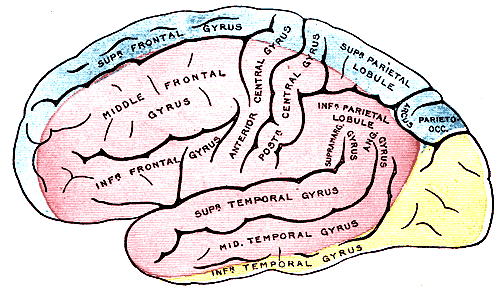
Greys anatomiska beskrivning av hjärnans blodtillförsel

Mellersta hjärnartären (latin: Arteria cerebri media; engelska: Middle Cerebral Artery, MCA) är en hjärnartär och en av tre artärer som förser storhjärnan med blod. Artären räknas som den andra slutgrenen av tre från A. carotis interna och löper ut lateralt mellan pann- och tinninglob genom sulcus lateralis för att sedan dela upp sig i individuella grenartärer till basala och kortikala nervcentra. Artären försörjer i princip hela storhjärnans lateralsida, med undantag av randzonen mot de mediala delarna av vardera hjärnhalvan där den främre och bakre delen försörjs av främre och bakre hjärnartärerna.
Artärens stora förgreningar kan delas upp anatomiskt i en främre, en mellersta och en bakre huvudstam. Den främre huvudgrenen försörjer pannlobens utsida, den mellersta försörjer hjässlobens utsida och den bakre försörjer både nacklobens och tinninglobens utsida.
Neurokirurgiskt brukar artärens normalt förekommande fyra huvudgrenar kallas M1-M4 i kortform.
- M1 kallas segmentet som springer ur A. carotis interna fram tills att det grenar ut sig, flera smågrenar från M1 försörjer kärnor som ingår i basala ganglierna[2]
- M2 delar upp sig och passerar lateralt genom fissura sylvii . Dess terminalgrenar försörjer olika delar av hjärnbarken, cortex[2]
- M3 passerar förbi insula och försörjer också hjärnbarken[3]
- M4 är tunna segment som passerar fissura sylvii och försörjer hjärnbarken[3]

## Ocklusion
Embolisering av mellersta hjärnartären ger ofta de typiska symtom som associeras med stroke som: halvsidig förlamning (på motsatt sida), halvsidig ansiktsförlamning, neglect och beroende på vilken sida som drabbats talsvårigheter.
Stroke med trombmassa i M1/M2 är ett inklusionskriterium för trombektomi enligt europeiska konsensusdokument, förutsatt att kontraindikationer inte föreligger.